# Coral de Voces Blancas de Santa Cruz de Tenerife
La  Coral de Voces Blancas de Santa Cruz de Tenerife, comienza su actividad musical en 1973 de la mano de Alberto Delgado Prieto y Jesús Fariña Adán. Desde que aquel grupo de niños de distintos centros educativos de Tenerife, decidiera formalizarse como agrupación recogiendo parte del legado tradicional, además de canciones de creación propia y versiones adaptadas. No solo han abordado los distintos géneros que componen el variado repertorio folklórico canario sino que, paralelamente, se han dedicado a difundir el rico cancionero latinoamericano.
Fuera de las Islas Canarias, La Coral han llevado su música con gran éxito por toda la geografía nacional. Sus discos avalan el recorrido de estos niños.
Su primera etapa hasta 1983 compone un total de 3 discos de larga duración, La sonrisa de un niño. En 1977, bajo la dirección de Jesús A. Fariña Adán, grabó esta canción de Horacio Guaraní en su LP (Fonoguanche, Mayra, GC 733-1977), junto con otras piezas clásicas del repertorio latinoamericano. En 1978 participa en la película de Valerio Lazarov "La sonrisa de un niño" con Torrebruno y María Luisa Seco que obtuvo el Premio Danubio, en la categoría II del V Festival Internacional de Programas de Televisión para Niños y Jóvenes de Bratislava. En 1979 participan en el encuentro de Coral Ciudad de La Laguna. Más adelante siguieron versionando a autores como Chico Buarque, Elfidio Alonso, y al "padre de la música canaria", Teobaldo Power. En 1982, sacan otro disco y participa junto a los Sabandeños en un cálido concierto en el Teatro Leal de La Laguna donde se interpretaron temas de autores como Yupanqui, Jobim, Guarnieri, Chico Buarque o Teobaldo Power y José C. Millares donde se les obsequió con una cálida ovación del público asistente. Después de unos años, en 1985, el grupo se disolvió pero su recuerdo aún perdura en la memoria cultural de las Islas Canarias.

## Filmografía

### Largometrajes
- La sonrisa de un niño (1978)

## Discografía
Movieplay, M.14525-1975 (1975) 

Fonoguanche, Mayra, GC 733-1977 (1977)

Fonoguanche, Mayra, GC 934-1982 (1982)